# Hiroshi Ōnishi
Pour les articles homonymes, voir Onishi.
Hiroshi Ōnishi (大西 博, Ōnishi Hiroshi, 18 juin 1961 dans la préfecture de Tokushima - 31 mars 2011  préfecture de Shiga) était un artiste-peintre et professeur de haute école japonais.

## Biographie et Œuvres

### Jeunesse et premières œuvres
Né sur l’île de Shikoku, il grandit à Osaka dès sa troisième année. Deux événements majeurs dans son enfance éveillèrent son intérêt pour la culture occidentale : l’exposition universelle d’Osaka en 1970, ainsi que les enseignements de peinture à l’occidentale par le peintre Kakuichi Shikawa. Lorsqu’il eut douze ans, la famille déménagea à Tokyo où il fut admis à l’examen d’entrée de l’université nationale des beaux-arts et de la musique de Tokyo (Tokyo Geijutsu Daigaku) en 1983. En 1989 il termina son curriculum avec une maîtrise en beaux-arts, avec spécialisation dans le domaine de la peinture à l’huile (section techniques et matériaux). L’une de ses œuvres d’examen, la Truite (1987) fut acquise par le ministère de la Culture du Japon, la seconde, Salmon (fr. « le Saumon », 1989) par la Daiwa-Bank. Cette période dans l’œuvre de l’artiste est marquée par l’adoption de points de repères issus de la Renaissance européenne, en cela que ses figures humaines rappellent celles d’Albrecht Dürer ou Matthias Grünewald, combinées avec des éléments tenant du poisson ou de l’eau. Après la fin de ses études, il travailla pendant un an en tant que collaborateur scientifique au département de peinture à l’huile, section techniques et matériaux.

### Peintures murales
Les années suivantes il exécuta plusieurs tableaux aux accents surréalistes et expressifs, tout en travaillant en tant que peintre de fresques pour la galerie marchande Shibuya PARCO à Tokyo, de 1983 à 1992. Dans ses textes postérieurs il nomme cette activité Kaisha ni okeru katsudō (会社における活動, litt. « les activités concernant des sociétés/entreprises »). Elles consistaient à créer des images publicitaires pour divers produits sur la paroi extérieure de la galerie marchande sur une surface de 4 × 13 ou 4,5 × 9 mètres. Dans un premier temps il fit ce travail entièrement seul, choisissant par la suite d’engager des auxiliaires pour ces commandes.

### Études en Allemagne
Onishi poursuivit ses études avec Günter Dollhopf de 1992 à 1997 à la Haute École des Beaux-Arts de Nuremberg. En 1996 il fut nommé maître de recherches. Ses expérimentations avec des matériaux tels que le papier, l’acrylique, l’encre, le tissu et les pigments se transformèrent rapidement en une quête pour trouver les racines japonaises de son œuvre.

### Retour au Japon et œuvres principales

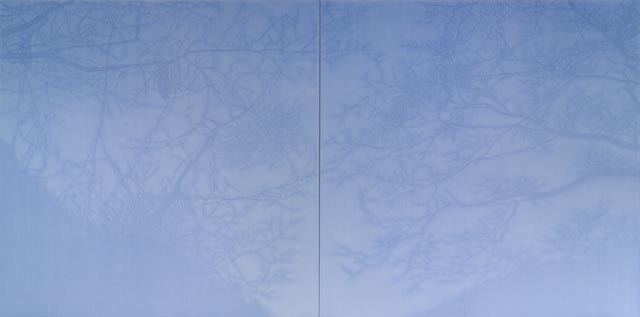
„View of Remembrance I“ (2009). 3,88 x 1.94 m, Lapis lazuli sur toile.

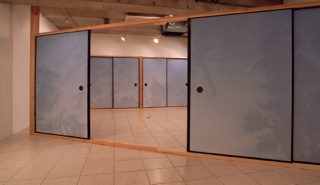
Fusuma-e, Nanzen-ji, Omotesando Gallery exposition, Tokyo, 2011

C’est en février 1998 qu’il retourna au Japon pour travailler en tant que chargé de cours, puis professeur dans son Alma Mater.
En 2003 Onishi fit deux voyages « d’affaires » pour l’université en Afghanistan, où il adopta le minerai lapis lazuli comme matière première privilégiée et comme pigment de peinture traditionnelle. Au début, il utilisa surtout ce pigment ultramarin, dont l’extraction nécessite un procédé complexe et long, pour ses peintures, et par la suite pour la confection d’ustensiles destinés à la cérémonie de thé. Il développa une peinture aquarelle de haute qualité en collaboration avec l’entreprise japonaise Holbein Ltd.  En tant que professeur de la section de peinture à l’huile de la Tokyo Geijutsu Daigaku il fut amené à enseigner la fabrication traditionnelle du pigment de lapis lazuli selon la méthode du XIVe siècle, telle que transmise par Cennino Cennini.
Les expositions d’œuvres utilisant cette technique de peinture connurent un vif succès et menèrent à une commande de la plus haute importance et d’un grand honneur : on le pria de faire usage de sa peinture au lapis lazuli pour les revêtements des murs d’une salle du temple Tenjuan qui se trouve dans l’enceinte du Nanzen-ji, le plus vieux temple zen de Kyoto. L’œuvre devait comporter 73 Fusuma-e (peintures sur portes coulissantes). Il parvint à n’en peindre que 12.
Le 31 mars 2011 il perdit la vie dans un accident de navigation mortel sur le lac Biwa.

### Rétrospective
Du 20 mars au 8 avril 2012 une exposition posthume montrant l’intégralité de l’œuvre de l’artiste pour la première fois et intitulée ONISHI HIROSHI Retrospective – View of Remembrance (大西博　回顧展　幻景)  eut lieu sur le campus du Tokyo Geijutsu Daigaku. Les peintures issues de sa technique au lapis lazuli furent montrées aux côtés de ses œuvres de jeunesse.
S’y ajouta une présentation inédite de la collection des ustensiles pour la cérémonie du thé, qui se compose de 30 bols à thé en pigment de lapis lazuli cuit. S’y ajoutent des ustensiles en bambou et en bois, laqués avec du pigment de lapis lazuli.
Le rapprochement entre la peinture occidentale et orientale était une des préoccupations centrales de Hiroshi Onishi. Une partie de son œuvre se trouve actuellement en Allemagne, en possession de sa veuve Martina Wagner-Onishi.

## Expositions

### Expositions (seul)
- 1989 Ginza Surugadai Gallery, Tokyo
- 1990 Ginza JBC Gallery, Tokyo
- 1994 Gold/Pfeil, Nuremberg
- 1998 Gallery Fukuyama, Tokyo
- 1999 Fuji Gallery, Osaka
- 2000 Yokohama Galeria Bellini Hill Gallery, Kanagawa
- 2002 Gallery Mori, Tokyo
- 2005 Gallery OPEN DOOR, Tokyo
- 2011 Gallery Omotesando, Tokyo
- 2012 The Chinretsukan Gallery, Tokyo University of the Arts, Tokyo

### Expositions en groupe (sélection)
- 1987 Graduation Exhibition (B.F.A.)
- 1989 Graduation Exhibition (M.F.A.)
- 1993 Große Kunst Ausstellung, Haus der Kunst, Munich
- 1994 Siebold in Japan, Siebold-Stiftung, Wurtzbourg
- 1996 Ausstellung der Dollhopf-Klasse, Schwabach
- 1997 From The Collection of The University Art Museum, Tokyo, Osaka, Kyoto, Nagoya
- 1999 At Center of Corridor, Yokohama Galeria Bellini Hill Gallery, Kanagawa; STOP OVER, Nuremberg Academy of Art, Nuremberg
- 2002 NEWS’, The University Art Museum, Tokyo
- 2003 Art Workshop School Exhibition, Myōkō, Akakura-Onsen, préfecture de Niigata
- 2004 Fuji Gallery and Teo Art Gallery; Japan-South Korea Exchange Exhibition, Busan, Corée du Sud
- 2005 Reflex – Development and Construction of Contemporary Methods of Gold Leaf and Tempera – The University Art Museum, Tokyo; Coexistence in the Same Mind, Korean Craft Museum, Cheongju
- 2006 Three Histories, PICI Gallery, Séoul, Corée du Sud; The Legend of Minakami, Minakami Mizu Kiko Kan, préfecture de Gunma; Japan-South Korea Exchange Exhibition, Changwon Gallery, Changwon, Corée du Sud
- 2007 Artists’ Oil Color, The University Art Museum, Tokyo
- 2009 Layer/inner-sight, Galerie Omotesando, Tokyo; Asian Contemporary Art Drawings Exhibition, The University Art Museum, Tokyo
- 2010 ITSU-Japanese Painting Beyond Tradition, Hillside Forum, Tokyo; SOFA, Park Avenue Armory, New York
- 2011 Galerie Omotesando, Tokyo; „SIX Esprits – from West“, Gallery EM, Nagasaki; „Tradition Present break up“ painting exhibition, The University Art Museum, Tokyo; „Homage to Akihiko Takami“, Galerie Omotesando, Tokyo
- 2013 Ceramic Class of Prof. Makoto Toyofuku, The University Art Museum, Tokyo
- 2014 „Seeing objects, painting objects“ Oil Painting, Department of Material and Techniques and other Artists, The University Art Museum, Tokyo

## Cérémonies de thé

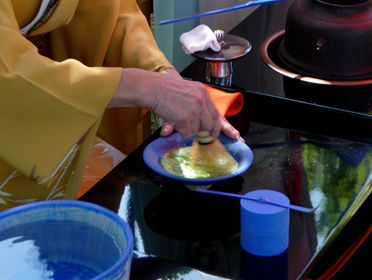
Cérémonie de thé à Myōkō

Une manifestation sur quatre jours eut lieu en octobre 2007 pour commémorer les 120 ans de l'université des arts de Tokyo, nomme « Geidai Chakai » (rencontre autour du thé avec la Geidai). Hiroshi Onishi créa plusieurs ustensiles de cérémonie de thé pour l’occasion, dont la première coupelle en terre cuite avec un émail à base de pigment de lapis lazuli. Plusieurs cérémonies de thé publiques y firent suite.
- 2007 Cérémonie de thé „Geidai Chakai“, The University Art Museum, Tokyo
- 2008–2010 Cérémonies de thé au Onsen d’Akakura, Myōkō, préfecture de Niigata
- 2010 Cérémonie de thé Matsuen-kai, au Nezu-Museum, Tokyo